# Paolo Barsacchi
Paolo Barsacchi (Viareggio, 12 novembre 1936 – Pietrasanta, 4 ottobre 1986) è stato un politico italiano.

## Biografia
Esponente del Partito Socialista Italiano, è stato sindaco di Viareggio dal 1975 al 1978 e assessore comunale allo Sport. Senatore della Repubblica nella VIII e IX legislatura, è stato sottosegretario di Stato all'Interno nei governi Craxi I e II.
Sposato con Anna Maria Gemignani, ebbe tre figli. Muore a Pietrasanta poche settimane prima di compiere 50 anni, al Senato viene sostituito da Piero Fabiani.